# ハンス・F・コーネカンプ
ハンス・フレデレリック・コーネカンプ (Hans Frederick Koenekamp、1891年12月3日 –1992年9月12日)はアメリカ合衆国の特殊効果技師および撮影監督である。生涯にわたり、90本以上の作品に携わった。
『空軍/エア・フォース』にて、第16回アカデミー賞特殊効果賞にノミネートされた。
撮影監督のフレッド・J・コーネカンプ (1922–2017)は息子である。

## 主な参加作品
- メーベルの窮境 Mabel's Strange Predicament (1914)
- 醜女の深情け Tillie's Punctured Romance (1914)
- The Stage Hand (1920)
- The Fall Guy (1921)
- The Bell Hop (1921)
- The Sawmill (1922)
- The Show (1922)
- The Agent (1922)
- en:No Wedding Bells (1923)
- 豪傑ラリー en:The Girl in the Limousine (1924)
- Kid Speed (1924)
- 笑國萬歳 The Wizard of Oz (1925)
- 弗箱シーモン Stop, Look and Listen (1926)
- ラリー将軍珍戦記 Spuds (1927)
- 太平洋横断機 China Clipper (1936)
- 空軍/エア・フォース Air Force (1943)
- スペンサーの山 Spencer's Mountain (1963)